# 671 (číslo)
Šest set sedmdesát jedna je přirozené číslo. Následuje po čísle šest set sedmdesát a předchází číslu šest set sedmdesát dva. Římskými číslicemi se zapisuje DCLXXI a řeckými číslicemi χοα'.

## Matematika
671 je:
- Čtrnáctiúhelníkové číslo
- Deficientní číslo
- Složené číslo
- Šťastné číslo

## Astronomie
- (671) Carnegia je planetka hlavního pásu, kterou objevil v roce 1908 Johann Palisa

## Ostatní
- +671 byla původně mezinárodní telefonní předvolba Guamu (nyní +1 671)

## Roky
- 671
- 671 př. n. l.